# 高槻市立芥川小学校
高槻市立芥川小学校（たかつきしりつ あくたがわしょうがっこう）は、大阪府高槻市真上町一丁目にある公立小学校。
1873年に当時の島上郡芥川村（のち三島郡芥川町）に設置された小学校を起源とし、高槻市ではもっとも歴史の古い学校の一つとなっている。JR高槻駅北側の商業地や住宅地を校区としている。

## 沿革
1873年12月6日に島上郡芥川村144番屋敷萬福寺に島上郡芥川小学校として創設されたことが学校の起源となっている。学校創立当初は芥川村を校区としていたが、のちに周辺の郡家村（町村制実施で芥川村に合併し芥川村大字郡家）および真上村（町村制実施で清水村に合併し清水村大字真上）を校区に編入している。
1894年には清水村大字真上（旧真上村）を清水村の清水尋常小学校（現在の高槻市立清水小学校）の校区に変更し、当時の芥川村1村を校区とした。しかし1931年1月1日付で芥川町（1929年町制施行）・清水村などが高槻町に編入されたことに伴い、直後の1931年4月には再び真上地区（高槻町大字真上）を清水小学校校区から芥川小学校校区に編入している。
1934年には現在地に校舎を新築移転している。
高等科は高等科単独の小学校・島上高等小学校として運営されていた。1935年に島上高等小学校が廃校となり、これに伴い島上高等小学校校区内の各尋常小学校に高等科を併設することになった。この際に芥川小学校にも高等科を併設している。高等科は1947年の学制改革で廃止となり、高等科児童は新制高槻市立中学校（現在の高槻市立第一中学校）へと編入されている。
1950年代以降地域が住宅地となったことに伴い、従来の校区の一部を分離して高槻市立川西小学校・高槻市立日吉台小学校・高槻市立真上小学校の3校が開校している。
2011年に新体育館、新プールが完成した。同時に運動場も整備された。新体育館にはバリアフリー化の第一歩として市内で初めてエレベーターが設置された。また、ソーラーパネルも設置され、発電量をみることが可能である。
- 1873年12月6日 - 島上郡芥川小学校として創立。
- 1880年3月 - 公立島上郡模範小学校に改称。
- 1883年3月 - 初等科小学校に改称。
- 1887年3月 - 島上郡芥川尋常小学校に改称。
- 1894年1月 - 清水村真上を清水尋常小学校校区へ分離。
- 1896年4月1日 - 郡の合併により、三島郡芥川尋常小学校と称する。
- 1931年4月 - 芥川町などが高槻町に編入されたことに伴い、真上を当校校区に編入。
- 1934年5月 - 現在地（高槻町大字真上34・45番地）に移転。
- 1934年9月21日 - 室戸台風により校舎倒壊。
- 1935年4月 - 高等科を併設。三島郡芥川尋常高等小学校に改称。
- 1941年4月1日 - 国民学校令により、三島郡芥川国民学校に改称。
- 1943年1月 - 高槻市の市制施行に伴い、高槻市芥川国民学校に改称。
- 1947年4月1日 - 学制改革により、高槻市立芥川小学校に改称。
- 1954年5月 - 大阪府教育委員会より、健康教育優秀校の表彰を受ける。
- 1956年4月1日 - 高槻市立川西小学校を分離。
- 1971年4月1日 - 高槻市立日吉台小学校を分離。
- 1981年4月1日 - 高槻市立真上小学校を分離。
- 2011年 - 新体育館、新プール完成。

## 通学区域
- 高槻市 芥川町1-4丁目、真上町1-2丁目、白梅町、紫町、天神町1-2丁目、殿町（一部を除く）、月見町、南芥川町。

卒業生は基本的に高槻市立第二中学校、高槻市立川西中学校へ分かれて進学する。

## 出身者
- 桐谷美玲 - ファッションモデル（小学5年生から）

## 交通
- 東海道本線（JR京都線） 高槻駅 北北西へ約500m。